# Diga di Çamköy
La diga di Çamköy è una diga della Turchia. Si trova nella provincia di Balıkesir.